# محور المحمودية
محور المحمودية هو طريق مزدوج وأحد الطرق الرئيسية داخل مدينة الإسكندرية بجمهورية مصر العربية، بطول 23 كم وبتسع من 6 إلى 8 حارات مرورية في كل اتجاه، تم إنشائه من خلال ردم وتغطية المجرى المائي لترعة المحمودية من خلال خطوط مواسير مدفونة ذات قطر كبير. و يبدأ المحور من الحدود الإدارية للإسكندرية بالكيلو 56 شرقاً في منطقة خورشيد وحتى المصب بمنطقة القباري بالكيلو 77.1 غرباً، ويخدم 4 أحياء ذات كثافة سكانية عالية هي "شرق، ووسط، وغرب، والمنتزه أول"،
تبلغ تكلفة المشروع نحو 5 مليارات جنية.يتضمن المشروع على 22 كوبري مشاة متميز التصميم على طول المحور.